# イオンつきみ野店
イオンつきみ野店（イオンつきみのてん）は、かつて神奈川県大和市つきみ野に所在し、イオンリテールが運営していたショッピングセンターである。
本項では、2019年10月12日に跡地に開業したイオンスタイルつきみ野（イオンスタイルつきみの）についても記述する。

## イオンつきみ野店

### 概要
2000年11月9日に「つきみ野サティ」としてオープン。シネマコンプレックス「ワーナー・マイカル・シネマズつきみ野」を併設しており、これは大和市内で唯一の映画館であった。2011年3月1日に「イオンつきみ野店」へ店名変更した。
店舗はエンクローズドモール形式で、SRC造・S造の地下1階・地上4階建となっていた。店舗面積は31,618m2で、これは大和市では大和オークシティ（下鶴間、51,177m2）に次ぐ市内2番目の規模であった。
かつては4階のフロア内に、MAGIC FM（現：FMやまと）のサテライトスタジオが存在し、公開録音や生放送が行われていた。
店舗建て替え工事のため、2018年2月28日をもって全館休業した。
ただし、当施設の前を通る神奈川県道50号座間大和線（座間街道）沿いでは、当施設休業直後にイオンモール座間が開業しており、距離的には3km程しか離れておらず、大型商業施設としての機能は同じ街道沿いで座間へ受け継がれる形となっている。

### フロア構成
ファッション、服飾雑貨、生活雑貨、サービス、飲食と合わせて62のテナントを有していた。
- 1階：食品のフロア
  - フードコート
- 2階：婦人、紳士ファッションのフロア
- 3階：キッズワールドのフロア
  - 未来屋書店 つきみ野店
- 4階：シネコンとアミューズメントのフロア
  - イオンシネマつきみ野
  - スポーツオーソリティ つきみ野店

ギャラリー
- 1階 フードコート
- 3階 未来屋書店

### イオンシネマつきみ野
4階に位置する、大和市内唯一のシネマコンプレックス。9スクリーン合計で2,053人を収容できた。つきみ野サティの開店と同時に開館し、2013年6月30日まではワーナー・マイカル・シネマズつきみ野であったが、運営会社の合併に伴い、現名称に改称した。
前述の通り、施設の全面建て替えに伴い、2018年2月28日で閉館。最終興行として『ニュー・シネマ・パラダイス』が特別上映された。
近隣のイオンモール座間内には、2020年3月27日にイオンシネマ座間が開業しており、当施設の実質上の後継劇場となっている。

## イオンスタイルつきみ野
建て替え後、2019年10月12日に「イオンスタイルつきみ野」として跡地の一部に開業。平屋建ての食品スーパーとなり、売場面積999m2と旧店舗より大幅に規模を縮小した。跡地の大部分には大型マンション「グランアリーナレジデンス」が2021年に完成した。
イオンスタイルつきみ野では、イオンのオンラインショップである「キッズリパブリックオンライン」「イオンスタイルファッション」「イオンスタイルホーム」「グラムビューティークウェブストア」で購入した商品を、店舗でも受け取ることができる「店舗受取りサービス」を実施する。
イオンスタイルつきみ野への建て替えに伴い、イオンシネマつきみ野は施設から撤退した。